# 高並村
高並村（たかなみむら）は、大分県宇佐郡にあった村。現在の宇佐市の一部にあたる。

## 地理
- 河川：恵良川、高並川[2]

## 歴史
- 1889年（明治22年）4月1日、町村制の施行により、宇佐郡小稲村、高並村、下舟木村、上舟木村、大重見村、小野川内村が合併して村制施行し、高並村が発足[1][2]。旧村名を継承した小稲、高並、下舟木、上舟木、大重見、小野川内の6大字を編成[2]。
- 1955年（昭和30年）1月1日、宇佐郡院内村、東院内村、南院内村、両川村と合併し、院内村が存続して廃止された[1][2]。

## 産業
- 農業